# L'impronta scarlatta
L'impronta scarlatta (titolo originale The Red Thumb Mark) è un romanzo poliziesco del 1907 di Richard Austin Freeman. È il romanzo d'esordio di Freeman, ed il primo nel quale compare il personaggio del patologo forense, avvocato e investigatore scientifico John Thorndyke.

## Trama
Reuben Hornby, un giovanotto che lavora nella ditta di suo zio nella City, si trova nei guai. La cassaforte dell'ufficio dello zio è stata trovata aperta, e un sacchetto contenente dei diamanti che gli erano stati affidati in custodia è scomparso. Tre uomini erano in possesso delle chiavi: Reuben, suo cugino Walter e lo zio John, ma la scienza delle impronte digitali, recentemente adottata da Scotland Yard, accusa Reuben. Infatti il ladro si è ferito e ha lasciato l'impronta del suo pollice, tracciata con il sangue, su di un foglio ritrovato nella cassaforte. Le prove sembrano schiaccianti, ma il dottor Thorndyke si pone come regola quella di non accettare nessun fatto senza sottoporlo a un rigoroso esame scientifico. E con l'aiuto del suo amico dottor Jervis e del fedele assistente Polton, prepara una linea di difesa da sottoporre al processo, in un drammatico finale ricco di colpi di scena.

## Personaggi principali
- Reuben Hornby - un giovane nei guai
- John Hornby - suo zio
- Arabella Hornby - sua zia
- Walter Hornby - suo cugino
- Juliet Gibson - figlia adottiva di John e Arabella
- Lawley - avvocato di Reuben
- Sir Hector Trumpler - avvocato dell'accusa
- Singleton, Nash - esperti di impronte digitali
- Dottor John Evelyn Thorndyke - professore di medicina legale
- Polton - suo assistente di laboratorio
- Dottor Christopher Jervis - medico e amico di Thorndyke
- Anstey - avvocato, amico di Thorndyke
- Miller - Sovrintendente di Scotland Yard

## Critica
Secondo il critico Michael E. Grost L'impronta scarlatta può essere considerato un lavoro minore di Freeman, quasi uno spunto per un racconto, messo poi in forma di romanzo:
(Michael E. Grost A Guide to Classic Mystery and Detection)
Il romanzo è citato nel racconto Lo strano delitto di John Boulnois, di G.K. Chesterton, dove il protagonista, che lo sta leggendo, afferma: "...seduto in questa poltrona con questo libro, ero felice come uno scolaro in un pomeriggio di vacanza. Era la sicurezza, l'eternità... non riesco a dare un'idea... i sigari a portata di mano, i fiammiferi a portata di mano... il Pollice aveva ancora quattro parti... non era soltanto pace, ma pienezza."

## Edizioni
- Richard Austin Freeman, L'impronta scarlatta, traduzione di Alberto Tedeschi (non integrale), collana I Gialli Economici Mondadori, n. 41, Arnoldo Mondadori Editore, 1935,  p. 88.
- Richard Austin Freeman, L'impronta scarlatta, traduzione di Alberto Tedeschi (non integrale), collana I Classici del Giallo (edizione oro), n. 193, Arnoldo Mondadori Editore, 1974,  p. 185.
- Richard Austin Freeman, L'impronta scarlatta - L'occhio di Osiride - Premeditazione, traduzione di Lia Volpatti, collana I Grandi del Mistero, Mondadori, 1985,  p. 538.
- Richard Austin Freeman, L'impronta scarlatta, traduzione di Elvira Cuomo (non integrale), collana Il Giallo Economico Classico, n. 22, Roma, Newton Compton, 1993,  p. 94, ISBN 978-88-7983-310-3.
- Richard Austin Freeman, Dr. Thorndyke. Le avventure del primo investigatore scientifico della letteratura, traduzione di Chiara Cirelli, Castelvecchi, 2014,  p. 473.
- Richard Austin Freeman, Erle Stanley Gardner, Cornell Woolrich, Delitti in tribunale, traduzione di Alberto Tedeschi (non integrale), collana Gli Speciali del Giallo Mondadori n. 75, Mondadori, 2015,  p. 352.